# كارل كاشكا
كارل كاشكا (8 يناير 1904 – 4 ديسمبر 1941) هو مبارز بالسيف نمساوي راحل، مثّل بلاده في الألعاب الأولمبية الصيفية 1936.

## روابط رياضية
كارل كاشكا على موقع أوليمبيديا (الإنجليزية)